# Макардл, Эйдан
Эйдан Макардл (англ. Aidan McArdle; род. 1970) — ирландский кино- и театральный актёр. Известен по ролям Сланнена в фильме «Заколдованная Элла» и Альберта Эйнштейна в фильме «Великая идея Эйнштейна» (E=mc²).

## Биография

### Юность
Макардл родился в Дублине, где получил художественную степень в Колледже. В 1996 году Эйдан выпускается из Королевской академии искусств в Лондоне.

### Роли в кино
Эйдан впервые дебютировал в 2004 году в фильме «Заколдованная Элла», в роли эльфа Сланена. В 2008 году Макардл появился в сериале «Славные люди». Макардл хорошо известен своими многочисленным ролям в сериалах. В 2009 году он появился в ролях второго плана в эпизодах в таких сериалах, как «Королевская больница» и «Закон Гарроу».
Эйдан часто играет автобиографические роли известных исторических личностей, таких как: Дадли Мур в фильме «Не только, но всегда», Альберт Эйнштейн в биографическом фильме «Великая идея Эйнштейна» (E=mc²), и Игорь Стравинский в фильме «Бунт во время обряда» (Riot at the Rite).

### Роли в театре
В 1999 году Эйдан Макардл, при участии Королевской шекспировской компании, дебютировал в пьесе «Сон в летнюю ночь», в которой он сыграл двух персонажей Ричарда III и Пака.
В 2001 году Эйдан играет в пьесе Тенессии Вильямса «Лестница на крышу» производства Chichester Festival Theatre в Minerva Theatre в Чичестере в Западном Суссексе.
В 2002 году он также появился в главной роли театральной адаптации «Молитвы об Оуэне Мини» Джона Ирвинга режиссёра Саймона Бентома в Королевском национальном театре в Лондоне. В 2011 году Эйдан сыграл роль Иосифа в пьесе «Школа злословия» в театре Barbican Centre режиссёра Деборы Уорнер.

### Личная жизнь
У Эйдана 5 братьев и сестёр. Женат на актрисе Эйслин Макгакин (с 2004 года), с которой он познакомился, играя в пьесе «Сон в летнюю ночь», где Эйслин играла роль леди Энн. У Эйдана есть двоюродный брат Стив Куган.

## Фильмография
| Год       | Русское название                 | Оригинальное название        | Роль                    | Примечание                                                      |
| --------- | -------------------------------- | ---------------------------- | ----------------------- | --------------------------------------------------------------- |
| 2002      | Катастрофа                       | Casualty                     | Джеймс О Харни          | Сериал (1 серия: «Only the Lonely»)                             |
| 2002      |                                  | Any Time Now                 | Недзер Фитзгибон        | Сериал                                                          |
| 2004      | Иуда                             | Judas                        | Джон the Baptist        | Фильм                                                           |
| 2004      | Заколдованная Элла               | Ella Enchanted               | Сланин                  |                                                                 |
| 2004      |                                  | No Angels                    | Конор Мартин            | Сериал (1 серия: «Эпизод № 1.9»)                                |
| 2004      | Не только, но всегда             | Not Only But Always          | Дадли Мур               | Фильм                                                           |
| 2005      | Великая формула Эйнштейна        | E=mc²                        | Эйнштейн                | Фильм                                                           |
| 2005      |                                  | Footprints in the Snow       | Симус                   | Фильм                                                           |
| 2005      | Новая звезда                     | Nova                         | Эйнштейн                | Документальный цикл фильмов (Фильм 1: «Большие идеи Эйнштейна») |
| 2005      | Бунт во время обряда             | Riot at the Rite             | Игорь Стравински        | Фильм                                                           |
| 2005      |                                  | All About George             | Дэйв                    | Сериал (6 серий)                                                |
| 2005      |                                  | Perfect Day                  | Пит                     | Фильм                                                           |
| 2006      | Мисс Марпл: Забытое убийство     | Marple: Sleeping Murder      | Хаг Хорнбим             | Фильм                                                           |
| 2006      |                                  | Comedy Lab                   | Айдиен МакКкэйб         | Сериал (1 серия: «Bad Crowd»)                                   |
| 2006      | После смерти                     | Afterlife                    | Мартин                  | Сериал (1 серия: «Lullaby»)                                     |
| 2006      | Джейн Эйр                        | Jane Eyre                    | Джон Эштон              | Короткометражный сериал (3 серии)                               |
| 2006      |                                  | Perfect Day: The Millennium  | Пит                     | Фильм                                                           |
| 2007      | Вторая половина дня              | The Afternoon Play           | Доктор Макс Фримэн      | Сериал (1 серия: «Death Becomes Her»)                           |
| 2007      | Зелёный                          | Green                        | Стюарт                  | Фильм                                                           |
| 2007      |                                  | Heavenly Swor                | голос                   | Видео игра                                                      |
| 2008      | Герцогиня                        | The Duchess                  | Ричард Шеридан          |                                                                 |
| 2008      | Я и Орсон Уэллс                  | Me and Orson Welle           | Мартин Гэбелб (Cassius) |                                                                 |
| 2008      | Тайный дневник девушки по вызову | Secret Diary of a Call Girl  | Officer Manager Mike    | Сериал (1 серия: «Эпизод № 2.7»)                                |
| 2008      | Славные люди                     | Beautiful People             | Энди Дунан              | Сериал (12 серий: 2008—2009)                                    |
| 2009      | Моррис                           | Morris: A Life with Bells On | Джемери — продюсер      |                                                                 |
| 2009      | Королевская больница             | Casualty 1909                | Саул Ландау             | Сериал (1 серия: «Эпизод № 1.3»)                                |
| 2009      | Закон Гарроу                     | Garrow’s Law                 | Сильвестр               | Сериал (3 серии)                                                |
| 2011      | Поздние цветы                    | Late Bloomers                | Джеймс                  | в разработке                                                    |
| 2012      |                                  | Metamorphosis                | The First Lodger        |                                                                 |
| 2013      | Пуаро Агаты Кристи               | Agatha Christie’s Poirot     | Стивен Нортон           | Сериал (1 эпизод: «Curtain: Poirot’s Last Case»)                |
| 2013      | Фабрика                          | The Mill                     | John Doherty            | Сериал                                                          |
| 2013      | Пограничная полоса               | The Borderlands              | Mark                    | Фильм                                                           |
| 2014-2015 | Мистер Селфридж                  | Mr Selfridge                 | Lord Loxley             | Сериал                                                          |
| 2015      |                                  | Clean Break                  | Desmond Rane            | Сериал                                                          |
| 2015      |                                  | Clan of the Cave Bear        | Creb                    | Сериал                                                          |
| 2015      |                                  | Wifey Redux                  | Jonathan Prendergast    | Короткометражный фильм                                          |
| 2016      | Мегрэ расставляет сети           | Maigret Sets a Trap          | Creb                    |                                                                 |
| 2017      | Гений                            | Genius                       | Dr. Thomas Harvey       | Сериал                                                          |
| 2018      | Профессор и безумец              | The Professor and the Madman | Defence Attorney Clarke |                                                                 |
| 2018      | Чёрный 47-й                      | Black '47                    | Кронин                  |                                                                 |